# William Clarke (Politiker)
William Clarke (* um  1623 in London; † 14. Juni 1666) war ein britischer Politiker.
Clarke war Anwalt. Er studierte ab 1645 am Inner Temple und erhielt 1653 seine Zulassung. Er war 1647 bis 1649 Sekretär des Council of the Army und 1651 bis 1660 Sekretär von General George Monck und den Befehlshabern der Parlamentsarmee in Schottland. 1661 bis 1666 war er Secretary of War. Clarke war auch ein Günstling von Karl II., der ihn adelte und ihn auf einem großen Anwesen in Marylebone Park wohnen ließ. Er war auf dem Flaggschiff Royal Charles von Admiral Monck, als er am zweiten Tag der Viertageschlacht (also dem 12. Juni) sein Bein durch eine Kanonenkugel verlor und zwei Tage später starb.
Die Clarke Papers von 1623/24 bis 1666 dienen als wichtige Quelle für den Englischen Bürgerkrieg und die Zeit danach. Sie wurden von Clarke´s Sohn George (1660–1736) dem Worcester College in Oxford überlassen. Aus dem umfangreichen Bestand (allein 51 gebundene Bände) wurden später Auswahlen veröffentlicht. Das Tagebuch ist im British Museum.
Er war mit Dorothy Hyliard (Miterbin des Landgutbesitzers Thomas Hyliard in Hampshire), die in zweiter Ehe den Freund von John Milton und Arzt in der Armee von George Monck Samuel Barrow (1625–1682) heiratete. Sie starb 1695. Aus der Ehe mit Clarke gab es einen Sohn George.